# Planococcus principe
Planococcus principe är en insektsart som beskrevs av Cox 1989. Planococcus principe ingår i släktet Planococcus och familjen ullsköldlöss. Inga underarter finns listade i Catalogue of Life.